# Mathias Ranégie
Mathias Ranégie (Göteborg, 14 giugno 1984) è un ex calciatore svedese di origine guadalupense, di ruolo attaccante.
È soprannominato Renegade.

## Caratteristiche tecniche
È un attaccante di notevole stazza che abbina alle classiche caratteristiche del centravanti di peso - abilità nel gioco aereo e nel lavoro di sponda - una discreta tecnica individuale e una buona predisposizione alla corsa, qualità che gli consentono all'occorrenza di fungere anche da trequartista atipico alle spalle della punta. È stato paragonato da Francesco Guidolin a Julio Ricardo Cruz e Marouane Fellaini. Guidolin l'ha schierato anche come centravanti nel suo 5-3-1-1.

## Carriera
Comincia la carriera da calciatore in Svezia con la formazione giovanile del Masthuggets BK nel 2001; nello stesso anno si trasferisce in Francia, dove viveva il padre per giocare con il Levallois e dopo un anno ritorna a Göteborg, sua città natale.
Nel 2006, a 21 anni, inizia la sua carriera da professionista nel Lärje-Angereds IF, squadra di quarta serie svedese, dove in una stagione metta a segno 25 reti in 22 presenze. Convince quindi l'IFK Göteborg a puntare su di lui ma nelle prime due stagioni nella massima serie svedese Ranégie totalizza 14 presenze segnando una rete.
Per la stagione 2008-2009 il calciatore viene ceduto in prestito alla formazione olandese Go Ahead Eagles in seconda divisione olandese dove, anche a causa dei continui infortuni, il contratto viene rescisso.
Dopo la breve parentesi olandese fa ritorno in patria per giocare nell'Häcken in Allsvenskan; con la formazione di Göteborg gioca tre campionati nei quali totalizza 81 presenze e 36 reti.
Nell'agosto 2011 si trasferisce al Malmö FF e nello stesso anno vince la classifica capocannonieri 2011 del campionato svedese (18 reti con l'Häcken nella prima parte di stagione, 3 con il Malmö nella seconda parte).
Il 31 agosto 2012 passa alla società italiana dell'Udinese.
Il 23 settembre seguente segna il suo primo gol in serie A nella partita Udinese-Milan con un colpo di testa.
Il 3 gennaio 2014 viene ceduto definitivamente al Watford, altra società di Giampaolo Pozzo. Gioca dieci partite in Football League Championship, poi è oggetto di una serie di prestiti che lo porta ad approdare al Millwall, in Cina allo Dalian Aerbin, in Svezia al Djurgården, e infine il ritorno all'Udinese (dove però non viene mai utilizzato).
Nell'agosto 2017 firma un contratto di pochi mesi con l'Häcken, altra squadra della città di Göteborg militante in Allsvenskan. Viene impiegato in dieci partite, ma parte titolare solo in una di queste. Realizza una rete in totale.
Svincolato, il 15 marzo 2018 accetta di scendere nella terza serie svedese, con l'ingaggio da parte del Syrianska. Con 15 reti in 23 partite (16 reti in 25 partite considerando il doppio spareggio promozione) contribuisce al ritorno dei giallorossi in seconda serie, ma nel campionato di Superettan 2019 non riesce mai a scendere in campo neppure una volta a causa di problemi al ginocchio. La squadra quell'anno retrocede non solo in terza serie sul campo, ma anche in quarta serie per motivi economici su decisione della commissione sportiva nazionale. Le precarie condizioni del ginocchio lo inducono a ritirarsi dal calcio giocato nell'aprile del 2020.

## Statistiche

### Presenze e reti nei club
Statistiche aggiornate al 18 febbraio 2016.
| Stagione            | Squadra             | Campionato          | Campionato | Campionato | Coppe nazionali | Coppe nazionali | Coppe nazionali | Coppe continentali | Coppe continentali | Coppe continentali | Altre coppe | Altre coppe | Altre coppe | Totale | Totale |
| Stagione            | Squadra             | Comp                | Pres       | Reti       | Comp            | Pres            | Reti            | Comp               | Pres               | Reti               | Comp        | Pres        | Reti        | Pres   | Reti   |
| ------------------- | ------------------- | ------------------- | ---------- | ---------- | --------------- | --------------- | --------------- | ------------------ | ------------------ | ------------------ | ----------- | ----------- | ----------- | ------ | ------ |
| 2006                | Lärje-Angereds IF   | D2                  | 22         | 25         | -               | -               | -               | -                  | -                  | -                  | -           | -           | -           | 22     | 25     |
| 2007                | IFK Göteborg        | A                   | 5          | 0          | SC              | 0               | 0               | -                  | -                  | -                  | -           | -           | -           | 5      | 0      |
| 2008                | IFK Göteborg        | A                   | 9          | 1          | SC              | 0               | 0               | -                  | -                  | -                  | S           | 1           | 0           | 10     | 1      |
| Totale IFK Göteborg | Totale IFK Göteborg | Totale IFK Göteborg | 14         | 1          |                 | 0               | 0               |                    | -                  | -                  |             | 1           | 0           | 15     | 1      |
| 2008-2009           | Go Ahead Eagles     | ED                  | 5          | 1          | CO              | 0               | 0               | -                  | -                  | -                  | -           | -           | -           | 5      | 1      |
| 2009                | Häcken              | A                   | 29         | 6          | SC              | 0               | 0               | -                  | -                  | -                  | -           | -           | -           | 29     | 6      |
| 2010                | Häcken              | A                   | 30         | 12         | SC              | 1               | 0               | -                  | -                  | -                  | -           | -           | -           | 31     | 12     |
| gen.-ago. 2011      | Häcken              | A                   | 22         | 18         | SC              | 1               | 0               | UEL                | 5                  | 2                  | -           | -           | -           | 28     | 20     |
| Totale Häcken       | Totale Häcken       | Totale Häcken       | 81         | 36         |                 | 2               | 0               |                    | 5                  | 2                  |             | -           | -           | 88     | 38     |
| ago.-dic. 2011      | Malmö               | A                   | 7          | 3          | SC              | 0               | 0               | UCL+UEL            | 0+6                | 0+2                | -           | -           | -           | 13     | 5      |
| gen.-ago. 2012      | Malmö               | A                   | 19         | 10         | SC              | 1               | 2               | -                  | -                  | -                  | -           | -           | -           | 20     | 12     |
| Totale Malmö        | Totale Malmö        | Totale Malmö        | 26         | 13         |                 | 1               | 2               |                    | 6                  | 2                  |             | -           | -           | 33     | 17     |
| ago. 2012-2013      | Udinese             | A                   | 20         | 1          | CI              | 0               | 0               | UCL+UEL            | 0+6                | 0                  | -           | -           | -           | 26     | 1      |
| 2013-gen. 2014      | Udinese             | A                   | 4          | 0          | CI              | -               | -               | UEL                | -                  | -                  | -           | -           | -           | 4      | 0      |
| Totale Udinese      | Totale Udinese      | Totale Udinese      | 24         | 1          |                 | 0               | 0               |                    | 6                  | 0                  |             | -           | -           | 30     | 1      |
| gen.-giu. 2014      | Watford             | FLC                 | 10         | 4          | FACup+CdL       | 0               | 0               | -                  | -                  | -                  | -           | -           | -           | 10     | 4      |
| 2014                | Millwall            | FLC                 | 7          | 0          | FACup+CdL       | 0               | 0               | -                  | -                  | -                  | -           | -           | -           | 7      | 0      |
| 2014-2015           | Watford             | FLC                 | 0          | 0          | FACup+CdL       | 0               | 0               | -                  | -                  | -                  | -           | -           | -           | 0      | 0      |
| 2015                | Dalian Aerbin       | CLO                 | 28         | 11         | CdC             | 0               | 0               | -                  | -                  | -                  | -           | -           | -           | 28     | 11     |
| 2015-feb. 2016      | Watford             | PL                  | 0          | 0          | FACup+FLC       | 0               | 0               | -                  | -                  | -                  | -           | -           | -           | 0      | 0      |
| Totale Watford      | Totale Watford      | Totale Watford      | 17         | 5          |                 | 0               | 0               |                    | -                  | -                  |             | -           | -           | 10     | 4      |
| feb. 2016-          | Djurgården          | A                   | 0          | 0          | SC              | 0               | 0               | -                  | -                  | -                  | -           | -           | -           | 0      | 0      |
| Totale carriera     | Totale carriera     | Totale carriera     | 208        | 92         |                 | 3               | 0               |                    | 16                 | 4                  |             | 1           | 0           | 228    | 96     |

### Cronologia presenze e reti in nazionale
| Cronologia completa delle presenze e delle reti in nazionale ― Svezia | Cronologia completa delle presenze e delle reti in nazionale ― Svezia | Cronologia completa delle presenze e delle reti in nazionale ― Svezia | Cronologia completa delle presenze e delle reti in nazionale ― Svezia | Cronologia completa delle presenze e delle reti in nazionale ― Svezia | Cronologia completa delle presenze e delle reti in nazionale ― Svezia | Cronologia completa delle presenze e delle reti in nazionale ― Svezia | Cronologia completa delle presenze e delle reti in nazionale ― Svezia |
| Data                                                                  | Città                                                                 | In casa                                                               | Risultato                                                             | Ospiti                                                                | Competizione                                                          | Reti                                                                  | Note                                                                  |
| --------------------------------------------------------------------- | --------------------------------------------------------------------- | --------------------------------------------------------------------- | --------------------------------------------------------------------- | --------------------------------------------------------------------- | --------------------------------------------------------------------- | --------------------------------------------------------------------- | --------------------------------------------------------------------- |
| 20-1-2010                                                             | Mascate                                                               | Oman                                                                  | 0 – 1                                                                 | Svezia                                                                | Amichevole                                                            | -                                                                     | 76’                                                                   |
| 23-1-2010                                                             | Damasco                                                               | Siria                                                                 | 1 – 1                                                                 | Svezia                                                                | Amichevole                                                            | 1                                                                     |                                                                       |
| 12-10-2012                                                            | Tórshavn                                                              | Fær Øer                                                               | 1 – 2                                                                 | Svezia                                                                | Qual. Mondiali 2014                                                   | -                                                                     | 77’                                                                   |
| 14-11-2012                                                            | Solna                                                                 | Svezia                                                                | 4 – 2                                                                 | Inghilterra                                                           | Amichevole                                                            | -                                                                     | 89’                                                                   |
| 6-2-2013                                                              | Solna                                                                 | Svezia                                                                | 2 – 3                                                                 | Argentina                                                             | Amichevole                                                            | -                                                                     | 46’                                                                   |
| Totale                                                                |                                                                       | Presenze                                                              | 5                                                                     |                                                                       | Reti                                                                  | 1                                                                     |                                                                       |

## Palmarès

### Club
- Campionato svedese: 1

IFK Göteborg: 2007
- Coppa di Svezia: 1

IFK Göteborg: 2008
- Supercoppa di Svezia: 1

IFK Göteborg: 2008

### Individuale
- Capocannoniere dell'Allsvenskan: 1

2011 (21 gol)